# Demetrius J. Georgacas
Demetrius John Georgacas, auch Dimitrios Ioannou Georgacas oder Georgakas, griechisch Δημήτριος Ιωάννου Γεωργακάς (* 30. Januar 1908 in Sidirokastro, Trifylia, Messenien; † 7. Februar 1990 in Grand Forks, North Dakota), war ein griechischer Lexikograph.

## Leben
Georgacas studierte an der Universität Athen bei dem Sprachwissenschaftler Georgios N. Chatzidakis und dem Byzantinisten Konstantinos Amantos und an der Universität Berlin bei Eduard Schwyzer, Ludwig Deubner und Max Vasmer. Anschließend arbeitete er zwölf Jahre lang als Redaktor für das Historische Lexikon der neugriechischen Sprache der Akademie von Athen. Seine akademische Laufbahn begann 1947 an der Universität von Chicago. Emeritiert wurde er 1975 an der University of North Dakota, an der er lange an seinem Modern Greek-English Lexicon gearbeitet hatte.
Seine Interessengebiete waren die griechische Sprache von den Evangelien und den Papyri bis zu den neugriechischen Dialekten sowie die Etymologie und die Onomatologie. Sein Hauptwerk ist das Modern Greek-English Lexicon, dessen Archiv und Bibliothek John N. Kazazis 1996 von Grand Forks nach Thessaloniki transferieren ließ.

## Schriften (Auswahl)
- A Modern Greek-English Dictionary: Volume 1. Thessaloniki, Center for the Greek language 2005.
- The names for the Asia Minor Peninsula and a Register of Surviving Anatolian Pre-Turkish Placenames. C. Winter, Heidelberg 1971.
- A Graeco-slavic Controversial Problem Reexamined: the -its- suffixes in Byzantine, Medieval and Modern Greek, their Origin and Ethnological Implications. Δημοσιεύματα της Ακαδημίας Αθηνών, Athen 1982.
- Ichthyological Terms for the Sturgeon and Etymology of the International Terms 'botargo', 'caviar', and congeners: a Linguistic, Philological and Culture-historical Study. Δημοσιεύματα της Ακαδημίας Αθηνών, Athen 1978.